# Jean-Pierre Mouysset
Pas d'image ? Cliquez ici

a Compétitions nationales et continentales officielles uniquement.

Jean-Pierre Mouysset, né le 6 octobre 1938 à Arles et mort le 31 juillet 1994 au Castellet, est un joueur de rugby à XV français évoluant au poste de deuxième ligne.

## Biographie
Il joue successivement avec le RC Toulon, le RRC Nice et le Stade cadurcien. Il participe à la finale du championnat de France avec Toulon le 16 juin 1968 au Stadium de Toulouse où le FC Lourdes est déclaré vainqueur après prolongation pour avoir marqué deux essais contre aucun aux Toulonnais. Pharmacien de métier, il meurt le 31 juillet 1994 au Castellet dans un accident de voiture[réf. nécessaire].

## Palmarès
- Championnat de France de première division :
  - Vice-champion (1) : 1968